# Oficina para la Regulación Nuclear
La Oficina para la Regulación Nuclear (en inglés: Office for Nuclear Regulation, ONR) es el regulador para la industria civil nuclear en el Reino Unido. Creada el 1 de abril de 2011, la ONR está formada por la fusión del Consejo Administrativo Nuclear de la Oficina del Ejecutivo para Salud y Seguridad (la Inspectoría de Instalaciones Nucleares, la Oficina para Seguridad Nuclear Civil de la Oficina de Salvaguardias del Reino Unido) y, desde el 1 de junio de 2011, el Equipo de Transporte de Materiales Radioactivos del Departamento de Transporte. El cambio sigue las recomendaciones de una revisión realizada a petición del gobierno en el año 2008.
La ONR fue inicialmente creada como un cuerpo no estatutario y una agencia de la HSE, sin embargo el gobierno ha anunciado su intención de poner a la ONR en una base estatutaria  una vez que las legislaciones apropiadas hayan sido pasadas. Pendiente del cambio, Nick Baldwin, antiguo jefe ejecutivo de Powergen (ahora E.ON UK) fue designado como presidente interino de tiempo parcial de la ONS en su formación, renunciando a su posición de director no ejecutivo de Scottish and Southern Energy.